# Terminalia albida
Terminalia albida là một loài thực vật có hoa trong họ Trâm bầu. Loài này được Scott-Elliot miêu tả khoa học đầu tiên năm 1894.